# Friedrich Wilhelm Nonne
Karl Friedrich Wilhelm Nonne (auch: Wilhelm Nonne; * 12. Juli 1908 in Hannover; † nach 1965) war ein deutscher Kaufmann, Angestellter der Polizeidirektion Hannover, verbeamteter Täter des Holocaust und Mitarbeiter im Judenreferat der Gestapo in Hannover.

## Leben
Friedrich Wilhelm Nonne trat zum 1. Dezember 1931 der NSDAP bei (Mitgliedsnummer 769.586). Im Jahr der Machtergreifung durch die Nationalsozialisten wurde er 1933 zudem Mitglied der SS. Im Folgejahr verzeichnete ihn das Adressbuch der Stadt Hannover von 1934 erstmals, zugleich aber auch als Haushaltsvorstand in der Wohnung im zweiten Stockwerk in der Ubbenstraße 4 im späteren hannoverschen Stadtteil Mitte. Zugleich wirkte er als Prokurist in der an der Osterstraße 1 ansässigen Firma Otto Nonne, die von dem gleichnamigen Kaufmann und gleichzeitigen Inhaber auch der Firma Pfannenschmid & Nonne unter der – damaligen – Adresse Bödekerstraße 41 im dritten Stockwerk aufgeführt war.
1939 trat Nonne der Gestapo bei. Nach Beginn der Aktion Lauterbacher im September 1941, durch die insgesamt 1200 Hannoveraner Juden in einem der 15 hannoverschen „Judenhäuser“ eingepfercht wurden, beteiligte sich Nonne gemeinsam mit Hans Bremer direkt „an brutalen Ausschreitungen“ gegen seine Opfer.
Seit dem Beginn der Deportationen hannoverscher Juden ab dem 15. Dezember 1941, für die die zuvor ghettoisierten Juden von ihren Massenquartieren zunächst in die Sammelstelle in Ahlem in die vorherige Israelitische Gartenbauschule Ahlem gebracht worden waren, waren neben dem Oberleiter Kriminalrat Wilhelm Karg und dem Leiter vor Ort Gestapo-Kommissar Ernst Avemarg auch die Gestapo-Leute Christian Heinrichsmeier, Hans Bremer, Vidor Fürst und wiederum Friedrich Wilhelm Nonne eingesetzt. Nonne war an den ersten drei Deportationen beteiligt; und auch „unter den jüdischen Deportierten war Nonne als brutaler Sadist gefürchtet“.
Infolge der ersten Deportation aus Hannover wurden mehr als 1000 Menschen in den Vernichtungslagern wie etwa dem Ghetto Riga ermordet oder kamen dort anderweitig zu Tode. Zu den wenigen Überlebenden zählte etwa Helmut Fürst, dessen Nachbar Nonne zuvor in der Bödekerstraße gewesen war.
Unterdessen arbeitete Nonne ab August 1942 im Judenreferat in Hannover. Zwar diente er dort nur als einfacher Mitarbeiter, erkämpfte sich aber rasch eine privilegierte Position.
1942 wurde Nonne in die Abteilung für Ostarbeiter versetzt, in der er bis 1945 tätig blieb. In dieser Zeit war nach der Landung der Alliierten in der Normandie im Zweiten Weltkrieg der in Bad Pyrmont geborene seinerzeit 31-jährige Sanitätsunteroffizier Kurt Fuhr in Frankreich gefangen genommen worden. Knapp zwei Monate nach seiner Gefangennahme berichtete Fuhr ab dem 27. September 1944 gegenüber britischen Verhörspezialisten als Augenzeuge über die zurückliegenden Schikanen des Gestapo-Beamten Wilhelm Nonne gegenüber seinen jüdischen Opfern: „Er habe es genossen“, wörtlich in englischer Sprache: „He enjoyed it.“
Nonne wurde nach dem Krieg festgenommen und 1952 vor Gericht gestellt. Im Gerichtsprozess wurde er nach der Beweisaufnahme aufgrund des Kontrollratsgesetzes Nr. 10 zwar wegen Verbrechen gegen die Menschlichkeit, Aussageerpressung und Körperverletzung im Amt verurteilt, jedoch in einem später als skandalös gering bezeichneten Strafmaß zu lediglich sieben Jahren Gefängnis, obwohl es in der Urteilsbegründung hieß,

„daß sich der Angeklagte in besonders roher und brutaler Weise an seinen Opfern vergangen hat. Hinzu kommt straferschwerend, daß er in besonders großem Umfange seine zahlreichen Opfer immer wieder mißhandelt hat. Darüber hinaus weidete er sich an dem großen Leiden der von ihm mißhandelten Menschen […]“

Tatsächlich aber büßte Nonne weniger als drei Jahre seiner Strafe ab und wurde schon 1954 auf vier Jahre Bewährung aus dem Gefängnis entlassen.
In einer späteren Befragung als Zeuge im Fall des am 7. April 1945 am Bahnhof Linden-Fischerhof erschossenen 13-jährigen Werner Schneemann aus der Hamelner Chaussee (später: Am Tönniesberg 9) wurde auch der ehemalige SS-Oberscharführer Nonne im Jahr 1965 gehört – jedoch ohne Ergebnis hinsichtlich des Täters.

## Archivalien
Archivalien von und über Friedrich Wilhelm Nonne finden sich beispielsweise
- als Akte unter dem Titel Strafverfahren gegen Friedrich Wilhelm Nonne, Staatsanwaltschaft Hannover (2 KLs 3/52) im Niedersächsischen Landesarchiv (Standort Hannover), Archivsignatur Nds 721 Hannover Acc 3/76 Nr. 33[14]